# Charles Shyer
Charles Richard Shyer (ur. 11 października 1941 w Los Angeles, zm. 27 grudnia 2024) – amerykański reżyser, scenarzysta i producent filmowy.

## Filmografia
Reżyseria
- Różnice nie do pogodzenia (1984)
- Baby Boom (1987)
- Ojciec panny młodej (1991)
- Kocham kłopoty (1994)
- Ojciec panny młodej II (1995)
- Afera naszyjnikowa (2001); także produkcja
- Alfie (2004; też produkcja)
- Eloise in Paris (2010; też produkcja)

Scenariusz
- Mistrz kierownicy ucieka (1977)
- Wizyty domowe (1978)
- Idąc na południe (1978)
- Szeregowiec Benjamin (1980)
- Protokół (1984)
- Baby Boom (1987)
- Ojciec panny młodej (1991)
- Była sobie zbrodnia (1992)
- Kocham kłopoty (1994)
- Nie wierzcie bliźniaczkom (1998; też produkcja)
- Alfie (2004; też produkcja)
- Eloise in Paris (2010; też produkcja)